# Rhadinella hannsteini
Rhadinella hannsteini är en ormart som beskrevs av Stuart 1949. Rhadinella hannsteini ingår i släktet Rhadinella och familjen snokar. Inga underarter finns listade i Catalogue of Life.
Denna orm förekommer i västra Guatemala och sydvästra Mexiko. Arten lever i bergstrakter mellan 500 och 2000 meter över havet. Den vistas i fuktiga skogar och den besöker odlingsmark. Honor lägger ägg.
Det är inget känt om populationens storlek och möjliga hot. IUCN listar arten med kunskapsbrist (DD).